# تانر سكوت
تانر سكوت (بالإنجليزية: Tanner Scott)‏ هو لاعب محترف لكرة القاعدة ‏ أمريكي، ولد في 22 يوليو 1994 في موغادور في الولايات المتحدة.

## وصلات خارجية
- تانر سكوت على موقع دوري كرة القاعدة الرئيسي (الإنجليزية)
- تانر سكوت على موقعبيزبول رفرنس.كوم (الدوري الرئيسي) (الإنجليزية)
- تانر سكوت على موقعبيزبول رفرنس.كوم (الدوري الثانوي) (الإنجليزية)
- تانر سكوت على موقع إي إس بي إن.كوم (أم.أل.بي) (الإنجليزية)
- تانر سكوت على موقع مشجعي الرسوم البيانية (الإنجليزية)